# تپه شنین ۳
تپه شنین ۳ مربوط به هخامنشی- دوران‌های تاریخی پس از اسلام است و در شهرستان بویین زهرا، روستای شنین واقع شده و این اثر در تاریخ ۳ آبان ۱۳۷۹ با شمارهٔ ثبت ۲۹۷۵ به‌عنوان یکی از آثار ملی ایران به ثبت رسیده است.